# Comando das Nações Unidas na Coreia

UNC

O Comando das Nações Unidas na Coreia (em inglês:  United Nations Command, UNC) é a estrutura de comando unificado para as forças militares multinacionais que apoiaram a Coreia do Sul durante e após a Guerra da Coreia.
O Comando das Nações Unidas e o Comando Chinesa-Norte-Coreana assinaram o Acordo de Armistício Coreano terminando o combate pesado em 27 de julho de 1953. O acordo de armistício fundou a Comissão de Armistício Militar (inglês: Military Armistice Commission, MAC), consistindo dos representantes dos dois signatários para supervisionar a implementação dos termos do armistício, e o Comissão Supervisório das Nações Neutras (inglês: Neutral Nations Supervisory Commission, NNSC) para monitorar as restrições do armistício ao reforço ou rearma das partes. A MAC Chinesa-Norte-Coreana foi substituído por representantes de Panmunjeom que sob gestão exclusiva da Coreia do Norte. Os encontros regulares têm parado, mas os oficiais de plantão da Área de segurança conjunta (em inglês:  Joint Security Area, JSA) (conhecido comumente como a Aldeia da Trégua de Panmunjeom) de cada lado se encontram regularmente.

## História
Depois que as tropas da Coreia do Norte invadiram a Coreia do Sul em 25 de junho de 1950, o Conselho de Segurança das Nações Unidas aprovou a Resolução 82 pedindo a Coreia do Norte que cessasse as hostilidades e se retirasse para além do paralelo 38 N.
Em 27 de junho de 1950, as Nações Unidas aprovariam a Resolução 83 recomendando que os membros das Nações Unidas prestassem assistência à República da Coreia para repelir o ataque armado e para restaurar a paz e segurança internacional na região.
A primeira unidade não-coreana não-americana a participar em combate foi o Esquadrão N.º 77 da RAAF que começou incursões de escolta, patrulha, e ar-superfície desde Iwakuni, Japão em 2 de julho de 1950. Em 29 de junho de 1950, o governo da Nova Zelândia ordenou duas fragatas da classe Loch, Tutira e Pukaki que preparassem para ir às águas coreanas, e para toda a guerra, por menos dois navios neozelandês estariam estacionados no campo. Em 3 de julho, Tutira e Pukaki partiram Devenport Naval Base, Auckland. Elas juntaram com outras forças da Commonwealth Britânica em Sasebo, Japão em 2 de agosto.
A Resolução 84 do Conselho de Segurança, aprovada em 7 de julho de 1950, recomendaria que os membros fornecessem forças militares e outros meios de assistência à Coreia do Sul unindo forças e recursos disponíveis para um comando unificado dirigido pelas forças armadas dos Estados Unidos.
O Presidente da República da Coreia, Syngman Rhee, atribuiu comando operacional das forçóas terrestres, marítimas, e aéreas da República da Coreia ao General Douglas MacArthur como Comandante em Chefe do Comando das Nações Unidas (inglês: Commander-in-Chief United Nations Command, CINCUNC) numa carta (a "Carta de Pusan") de 15 de julho de 1950.

Em vista do esforço militar comum das Nações Unidas em nome da República da Coreia, ao que todas as forças militares, da terra, do mar, e do ar, de todas as Nações Unidas lutando na Coreia ou perto tem colocado sob seu comando operacional, e o que você foi designado Comandante Superior das Forças das Nações Unidas na Coreia, eu estou feliz em atribuir a você autoridade de comando acima de todas as forças terrestres, marítimas, e aéreas da República da Coreia durante a continuação do estado presente de hostilidades, tal comando a ser exercido ou por você pessoalmente ou por tal comandante militar ou comandantes a quem você pode delegar o exercício desta autoridade dentra da Coreia ou nos mares adjacentes.
Em 29 de agosto de 1950, a 27ª Brigada de Infantaria da Commonwealth Britânica chegou a Busan para juntar as forças terrestres do UNC, que até então incluiu as forças da EUA e da Coreia. A 27ª Brigada mudou para a linha do Rio Naktong, a oeste de Daegu.
As unidades dos outro paises das Nações Unidas seguiu: Comando das Nações Unidas Belgas (inglês: Belgian United Nations Command), Canadá, Colômbia, Etiópia, França, Grécia, (15º Regimento de Infantaria), Luxemburgo, os Países Baixos, Nova Zelândia (16º Regimento de Campo, Royal New Zealand Artillery), as Filipinas (Forças Expedicionárias Filipinas à Coreia), África do Sul (Esquadrão Nº 2 da SAAF), Tailândia, e a Brigada Turca. Dinamarca, Índia, Noruega e Suécia forneceram unidades medicinais. Itália forneceu um hospital muito embora não fosse um membro das Nações Unidas. Irã forneceu assistência medicinal do serviço medicinal das forças armadas do Irã.
Em 1 de setembro de 1950, o Comando das Nações Unidas tinha uma força de 180 000 na Coreia: 92 000 era sul-coreanos, o resto sendo  os americanos e a 27ª Brigada de Infantaria da Commonwealth Britânica de 1600 homens.
As forças dos vinte e um países dependiam do Comando das Nações Unidas na Coreia.

## 1950-1953
Durante os três anos da Guerra da Coreia, as forças militares destes paises foram aliados como membros do UNC. A força pica do UNC foi 932964 em 27 de julho de 1953, o dia em que o Acordo de Armistício Coreano foi assinado:
- Forças de combate
  - Coreia do Sul -  590911
  - Estados Unidos - 302483
  - Austrália - 17000
  - Reino Unido - 14198
  - Tailândia - 6326
  - Canadá - 6146
  - Turquia - 5453
  - Filipinas - 1468
  - Nova Zelândia - 1385
  - Etiópia - 1271
  - Grécia - 1263
  - França - 1119
  - Colômbia - 1068
  - Bélgica - 900
  - África do Sul - 826
  - Países Baixos - 819
  - Luxemburgo - 44
- Ajuda humanitária (não são incluído no total acima)
  - Dinamarca (O navio hospital MS Jutlandia) = 600
  - Índia
  - Itália (Ospedale da Campo n° 68)
  - Noruega (Norwegian Mobile Army Surgical Hospital NORMASH)
  - Suécia

Os comandantes do UNC foram Douglas MacArthur, General Matthew Ridgeway, e General Mark Wayne Clark. General John Edwin Hull foi nomeado comandante do UNC para realizar o cessar-fogo (incluído a repatriação voluntária dos prisoneiros de guerra) após que o armistício foi assinado.

## 1953 em diante
No início de julho de 1950, no meio a confusão dos primeiros dias da guerra, Seul colocou suas forças armadas sob o comando do General Douglas MacArthur como comandante das Nações Unidas. Este arranjo continuou depois da guerra. Por cerca de vinte e cinco anos, a sede do Comando das Nações Unidas, que não teve oficiais sul-coreanos, foi responsável por a defesa da Coreia do Sul com controle operacional sobre a maioria das unidades das Forças Armadas da Coreia do Sul. Em tempo de paz, o comando foi a organização primário de planejamento  para as respostas aliadas a uma invasão norte-coreana da Coreia do Sul e em tempo de guerra a organização primário de comando para todas as forças sul-coreanas e americanas envolvendo na defesa da Coreia do Sul.

## UNC-Rear
O "Comando das Nações Unidas-Retaguarda" (em inglês:  United Nations Command-Rear, UNC-Rear) está na Base Aérea de Yokota e é comando por um capitão de grupo da Real Força Aérea Australiana com um vice-comandante das Forças Canadenses. Sua tarefa é para manter o Acordo de Estatuto de Forças que permite o UNC mantenha uma retaguarda logística e uma ligação de preparação em solo japonês.